# Noailles-Stichel

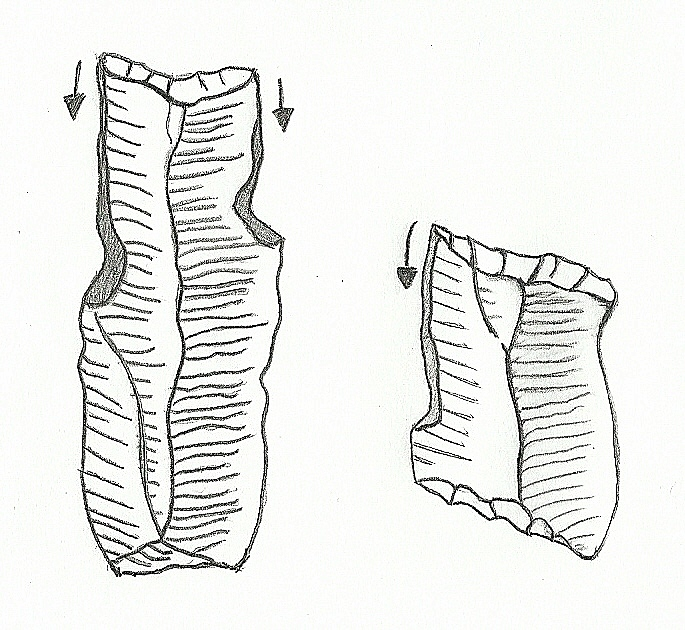
Noailles-Stichel (Umzeichnung)

Der Noailles-Stichel (franz.: Burin de Noailles) ist ein  Sticheltyp aus Feuerstein, der vor allem im jüngeren Gravettien (auch Périgordien supérior) von Südfrankreich bis Italien verbreitet war. Er ist nach einer Höhle bei Noailles im Département Corrèze in Frankreich benannt. Wegen der Häufigkeit von Noailles-Sticheln im jüngeren Gravettien wird dieser Zeitabschnitt in Südfrankreich auch als Noallien bezeichnet. Dies hat sich z. B. in der für die Chronostratigraphie des Jungpaläolithikums maßgeblichen Schichtbeschreibung des Abri Pataud niedergeschlagen.

## Typologie
Hergestellt wird diese Stichelform an dünnen Abschlägen, Klingen oder konkaven Endretuschen. Die charakteristische Eigenschaft bilden die schmalen Stichelbahnen an den Längskanten, deren distales Ende durch eine so genannte „Stopkerbe“ vorher festgelegt wurde. Die Stopkerbe ist eine vor dem Stichelschlag in die Längskante eingedrückte Kerbe, die zu einem kontrollierbaren Distalende der Stichelbahn bzw. der Stichellamelle an dieser Stelle führt. Die Stichelbahnen sind sehr schmal, mit einer maximalen Breite von 2 mm. Häufig befinden sich zwei Stichelbahnen an je einer Längskante der Noailles-Stichel, es können aber auch mehrere schmale Bahnen nebeneinander an einer Kante liegen. 
Vermutlich dienten Noailles-Stichel zum Bearbeiten von Holz, Knochen, Geweih oder Elfenbein, wobei die etwa rechtwinklige Kante zwischen der Distalseite und der Stichelbahn zum Schaben und Einkerben der Werkstoffoberfläche genutzt wurde. Diese Kanten weisen oft charakteristische Gebrauchsspuren auf. 
Weitere charakteristische Sticheltypen des Gravettiens sind der Raysse-Stichel und Corbiac-Stichel.